# Ivan Ivanovich Abramov
Ivan Ivanovich Abramov (1912 - 1990 ) foi um botânico russo .